# 386618 Accomazzo
386618 Accomazzo è un asteroide della fascia principale interna. Scoperto nel 2009, presenta un'orbita caratterizzata da un semiasse maggiore pari a 2,270250 UA e da un'eccentricità di 0,156712, inclinata di 3,602550° rispetto all'eclittica. Ha un diametro di 1,396 km e un'albedo di 0,052.
Fa parte della famiglia di asteroidi Flora.
È dedicato ad Andrea Accomazzo, ingegnere aerospaziale italiano, capo delle operazioni spaziali e direttore di volo della spedizione Rosetta.